# Dimbal Habé
Dimbal Habé est une commune malienne, de l'arrondissement de Kani Bonzon, dans le cercle de Bankass et la région de Bandiagara.

## Villages
La commune s'étend sur 20 localités relevées lors du recensement général de 2009. 
Les villages les plus peuplés sont :
- Dimbal Habbé (3 091 habitants)
- Konsagou (2 430 habitants)
- Logon (1 759 habitants)